# Acaena pterocarpa
Acaena pterocarpa é uma espécie de rosácea do gênero Acaena, pertencente à família Rosaceae.